# Samoa Americane
Le Samoa Americane (in samoano: Amerika Sāmoa o Sāmoa Amelika, in inglese American Samoa) sono un arcipelago del Pacifico meridionale, a sud-est dello Stato di Samoa. Sono un territorio non incorporato degli Stati Uniti d'America. Le Samoa Americane sono nella lista delle Nazioni Unite dei territori non autonomi.

## Geografia
Le isole Samoa formano un singolo arcipelago nell'oceano Pacifico intorno alla latitudine 13° sud e longitudine 170° ovest.
Politicamente, l'arcipelago è diviso fra lo Stato delle Samoa (già Samoa Occidentale, e infatti comprendente le isole più occidentali) e le Samoa Americane, un territorio appartenente agli Stati Uniti d'America e comprendente le isole orientali. Gli arcipelaghi più vicini alle Samoa sono a est le Isole Cook, a sud le isole Tonga, e a nord le isole Tokelau, a ovest si trovano le Samoa, e a sud si trova Niue
L'isola principale delle Samoa Americane si chiama Tutuila, un'isola montuosa e dalle coste molto frastagliate. L'altro gruppo principale di isole si chiama Manu'a, ed è più piccolo e meno densamente abitato. Il territorio inoltre comprende l'atollo Rose (il punto più meridionale appartenente agli Stati Uniti) e l'isola Swains. La superficie totale del territorio è di 199 km², la popolazione (nel 2014) è di 54 517 persone. Dal 2021 il governatore è Lemanu Peleti Mauga. Il consiglio dei ministri comprende dodici ministri.
La capitale del territorio è Pago Pago (pronunciato con una "G" nasale, quasi "Pango Pango"), situato sull'omonima baia che forma un porto profondo e molto ben protetto. L'economia è basata principalmente sull'agricoltura, con terreni di proprietà prevalentemente comunitaria, cioè secondo i costumi tradizionali (90% circa del territorio). Le attività commerciali comprendono la pesca del tonno e il commercio del tonno in scatola, finanziamenti dal Governo degli Stati Uniti, e limitato turismo.
Il punto più elevato delle Samoa Americane è il monte Lata, 966 m. Le isole principali sono di origine vulcanica, mentre Rose e Swains sono atolli corallini.

### Clima
Le isole Samoa si trovano nella fascia degli Alisei meridionali (prevalentemente di sud-est), che moderano la temperatura tropicale, e con circa 3000 mm di pioggia annuali. La stagione dei tifoni va da dicembre a marzo.

## Storia
Le isole furono popolate verso il 1000 a.C. da popoli polinesiani. Furono raggiunte da esploratori europei nel XVIII secolo, scoperte per la prima volta dall'olandese Jacob Roggeveen nel 1722. Nel 1899 le isole furono divise fra la Germania e gli Stati Uniti nella Convenzione tripartita. Il porto di Pago Pago fu utilizzato da navi americane in rotta per il Pacifico per il rifornimento di carburante, inizialmente soprattutto carbone, e anche dalla marina degli Stati Uniti per la sua posizione strategica.
Durante l'epidemia di influenza spagnola (1918-20) le Samoa Americane furono uno dei pochi luoghi al mondo a non registrare contagi, grazie alla quarantena imposta dal governatore John Martin Poyer. Durante la seconda guerra mondiale, poi, l'arcipelago ospitò un notevole contingente di Marines, che arrivarono a eccedere la popolazione locale.
Le Samoa Americane sono nella lista dei territori non autonomi compilata dall'ONU, nonostante i desideri del governo locale di essere rimossi da tale lista.

## Politica
Le Isole Samoa Americane sono un territorio degli Stati Uniti. Esse tuttavia si amministrano autonomamente dal 1948, quando si autorizzò l’istituzione di un governatore, eletto direttamente ogni quattro anni, e di un Parlamento composto da Camera dei rappresentanti (eletta ogni due anni) e Senato (eletto ogni quattro anni), entrambi aventi funzioni molto simili a quelle delle istituzioni di un effettivo Stato federato.
Nei riguardi dei rapporti con gli Stati Uniti, le Isole sono strettamente dipendenti da quest’ultimi per affari esteri, cittadinanza, conio, commercio e difesa, nonché per il generale sostentamento delle stesse. Gli abitanti nati nelle Isole sono considerati statunitensi e possono andare sulla terra ferma senza limitazioni e votare per un proprio membro non-votante alla Camera dei rappresentanti degli Stati Uniti. Non possono tuttavia votare nelle elezioni presidenziali.

## Suddivisione amministrativa
L'arcipelago amministrativamente è suddiviso in tre distretti e due atolli non organizzati.
I distretti e gli atolli sono ulteriormente suddivisi in 16 contee e 74 villaggi.

## Demografia
| Anno | Popolazione |
| ---- | ----------- |
| 1900 | 5 679       |
| 1912 | 7 251       |
| 1920 | 8 056       |
| 1930 | 10 055      |
| 1940 | 12 908      |
| 1950 | 18 937      |
| 1960 | 20 051      |
| 1970 | 27 159      |
| 1980 | 32 297      |
| 1990 | 46 773      |
| 2000 | 57 291      |
| 2010 | 55 519      |
| 2020 | 49 710      |
| 2023 | 44 620      |

Al 2022, la popolazione delle Samoa Americane era stimata a 45.443 persone, scese a 44.620 nella stima del 2023. L'ultimo censimento ufficiale, quello del 2020, registrò 49.710 abitanti, il 97,5% dei quali residenti nell'isola più grande, Tutuila.
Circa il 57.6% della popolazione è nata nelle Samoa Americane, il 28,6% nello stato indipendente di Samoa, il 6,1% in altre parti degli Stati Uniti d'America, il 4,5% in Asia, il 2,9% in altre parti dell'Oceania e il rimanente 0,2% altrove. Almeno il 69% della popolazione ha almeno uno dei due genitori nato al di fuori delle Samoa Americane.

### Religioni
Nelle Samoa Americane sono presenti i cristiani congregazionalisti al 50%, i cattolici romani al 20%, protestanti e altri al 30%.

## Istruzione

### Istituzioni che rilasciano titoli con durata di due anni
- American Samoa Community College, Mapusaga

### Istituzioni che rilasciano titoli con durata di quattro anni
- Wayland Baptist University, Tafuna

## Cambio di data
L'isola è l'ultimo posto abitato al mondo, insieme a Niue, in cui avviene ogni giorno il cambio di data. Dato la differenza di fuso orario le Samoa Americane festeggiano il capodanno quando sull'isola Kiritimati sono già le 01:00 del 2 gennaio.

## Sport
La nazionale di calcio delle Samoa Americane detiene il primato del più grande scarto di reti subite in un solo incontro, riconosciuto dal Guinness dei primati. L'incontro, che si tenne a Coffs Harbour, in Australia, l'11 aprile 2001, terminò con il risultato di 31-0 per l'Australia. L'allenatore samoano Tunoa Lui confessò il giorno prima:
Le disavventure della compagine samoana, considerata la peggiore nazionale di calcio al mondo - infelice primato che tuttavia appartiene secondo il ranking FIFA da diversi anni alla nazionale di San Marino - sono raccontate nel film comico del 2023 Chi segna vince.